# U-18-Faustball-Europameisterschaft der Frauen 2005
Die 5. Faustball-Europameisterschaft für weibliche U18-Mannschaften fand am 16. und 17. Juli 2005 in Düsseldorf (Deutschland) zeitgleich mit der Europameisterschaft 2005 für männliche U18-Mannschaften statt. Deutschland war zum ersten Mal Ausrichter der Faustball-Europameisterschaft der weiblichen U18-Mannschaften.

## Vorrunde
Spielergebnisse
| Deutschland | – | Österreich | 2:0 | (20:11, 20:10)        |
| Schweiz     | – | Italien    | 2:0 | (20:9, 20:8)          |
| Deutschland | – | Italien    | 2:0 | (20:8, 20:7)          |
| Österreich  | – | Schweiz    | 2:1 | (17:20, 20:17, 20:10) |
| Deutschland | – | Schweiz    | 2:0 | (20:12, 20:13)        |
| Österreich  | – | Italien    | 2:0 | (20:9, 20:9)          |

## Halbfinale
Der Sieger der Vorrunde war direkt für das Finale qualifiziert, der Zweite und der Dritte spielten im Halbfinale um den Finaleinzug.
| Österreich | - | Schweiz | 2:0 | (20:12, 20:14) |

## Finalspiele
| Spiel um Platz 3 | Spiel um Platz 3 | Spiel um Platz 3 | Spiel um Platz 3 | Spiel um Platz 3 | Spiel um Platz 3 |
| ---------------- | ---------------- | ---------------- | ---------------- | ---------------- | ---------------- |
| Schweiz          | –                | Italien          | 2:0              | (20:11, 20:15)   |                  |
| Finale           |                  |                  |                  |                  |                  |
| Deutschland      | –                | Österreich       | 2:0              | (20:8, 20:17)    |                  |

## Platzierungen
| Rang | Land        |
| ---- | ----------- |
| 1.   | Deutschland |
| 2.   | Österreich  |
| 3.   | Schweiz     |
| 4.   | Italien     |